# Mislite
Mislite (stsl. myslite) je naziv za slovo glagoljice i stare ćirilice. 
Koristilo se za zapis bilabijalnog nazala /m/ i kao oznaka za broj 60 u glagoljici, odnosno 40 u ćirilici.
Ćirilički simbol je vrlo sličan grčkom mi:
U obloj glagoljici je slovo imalo dosta složen oblik, koji je u uglatoj glagoljici pojednostavljen i nalikuje latiničnom i ćiriličnom slovu M. Negdje se oba oblika koriste zajedno, npr. na Baščanskoj ploči.
| oblo mislite s Baščanske ploče | uglato mislite s Baščanske ploče | uglato mislite |
| oblo mislite s Baščanske ploče | uglato mislite s Baščanske ploče | uglato mislite |

Standard Unicode i HTML ovako predstavljaju obje varijante slova mislite u glagoljici:
|                                         | Unikod | Unikod                                     | HTML     | HTML | izgled ovisi o pregledniku | poveznice (engl.)                |
| k. točka                                | naziv  | kod                                        | entitet  |      | izgled ovisi o pregledniku | poveznice (engl.)                |
| --------------------------------------- | ------ | ------------------------------------------ | -------- | ---- | -------------------------- | -------------------------------- |
| veliko slovo mislite (obla varijanta)   | U+2C0F | GLAGOLITIC CAPITAL LETTER MYSLITE          | &#x2C0F; | nema | Ⰿ                          | detaljni podaci test preglednika |
| malo slovo mislite (obla varijanta)     | U+2C3F | GLAGOLITIC SMALL LETTER MYSLITE            | &#x2C3F; | nema | ⰿ                          | detaljni podaci test preglednika |
| veliko slovo mislite (uglata varijanta) | U+2C2E | GLAGOLITIC CAPITAL LETTER LATINATE MYSLITE | &#x2C2E; | nema | Ⱞ                          | detaljni podaci test preglednika |
| malo slovo mislite (uglata varijanta)   | U+2C5E | GLAGOLITIC SMALL LETTER LATINATE MYSLITE   | &#x2C5E; | nema | ⱞ                          | detaljni podaci test preglednika |

## Vanjske poveznice
- Definicija glagoljice u standardu Unicode (PDF) (eng.)
- Stranica R. M. Cleminsona, s koje se može instalirati font Dilyana koji sadrži glagoljicu po standardu Unicode  Arhivirana inačica izvorne stranice od 29. listopada 2005. (Wayback Machine) (eng.) (sadrži samo oblu varijantu slova mislite)